# Kitzeck im Sausal
Kitzeck im Sausal é um município da Áustria, situado no distrito de Leibnitz, na estado da Estíria. Tem 16,35 km² de área e sua população em 2019 foi estimada em 1.214 habitantes.